# Thủ Dầu Một (thành phố)
Thủ Dầu Một là thành phố tỉnh lỵ cũ của tỉnh Bình Dương, Việt Nam.
Thành phố Thủ Dầu Một hiện là đô thị loại I, là trung tâm kinh tế, văn hóa, giáo dục, chính trị của tỉnh Bình Dương và một trong những trung tâm kinh tế của vùng Đông Nam Bộ, nằm trong vùng kinh tế trọng điểm phía Nam.

## Địa lý

### Vị trí địa lý
Thành phố Thủ Dầu Một nằm ở phía tây nam tỉnh Bình Dương, có sông Sài Gòn chảy men theo ở phía tây và có vị trí địa lý:
- Phía đông giáp thành phố Tân Uyên
- Phía tây giáp huyện Củ Chi, Thành phố Hồ Chí Minh
- Phía nam giáp thành phố Thuận An
- Phía bắc giáp thành phố Bến Cát.

Thành phố Thủ Dầu Một có diện tích tự nhiên 118,91 km², dân số năm 2021 là 336.705 người, mật độ dân số đạt 2.832 người/km².
Thủ Dầu Một cách trung tâm Thành phố Hồ Chí Minh khoảng 30 km về phía bắc, có vị trí tương đối thuận lợi cho việc giao lưu với các huyện, thành phố khác trong tỉnh và cả nước qua quốc lộ 13 và đường Mỹ Phước – Tân Vạn.

### Kinh tế

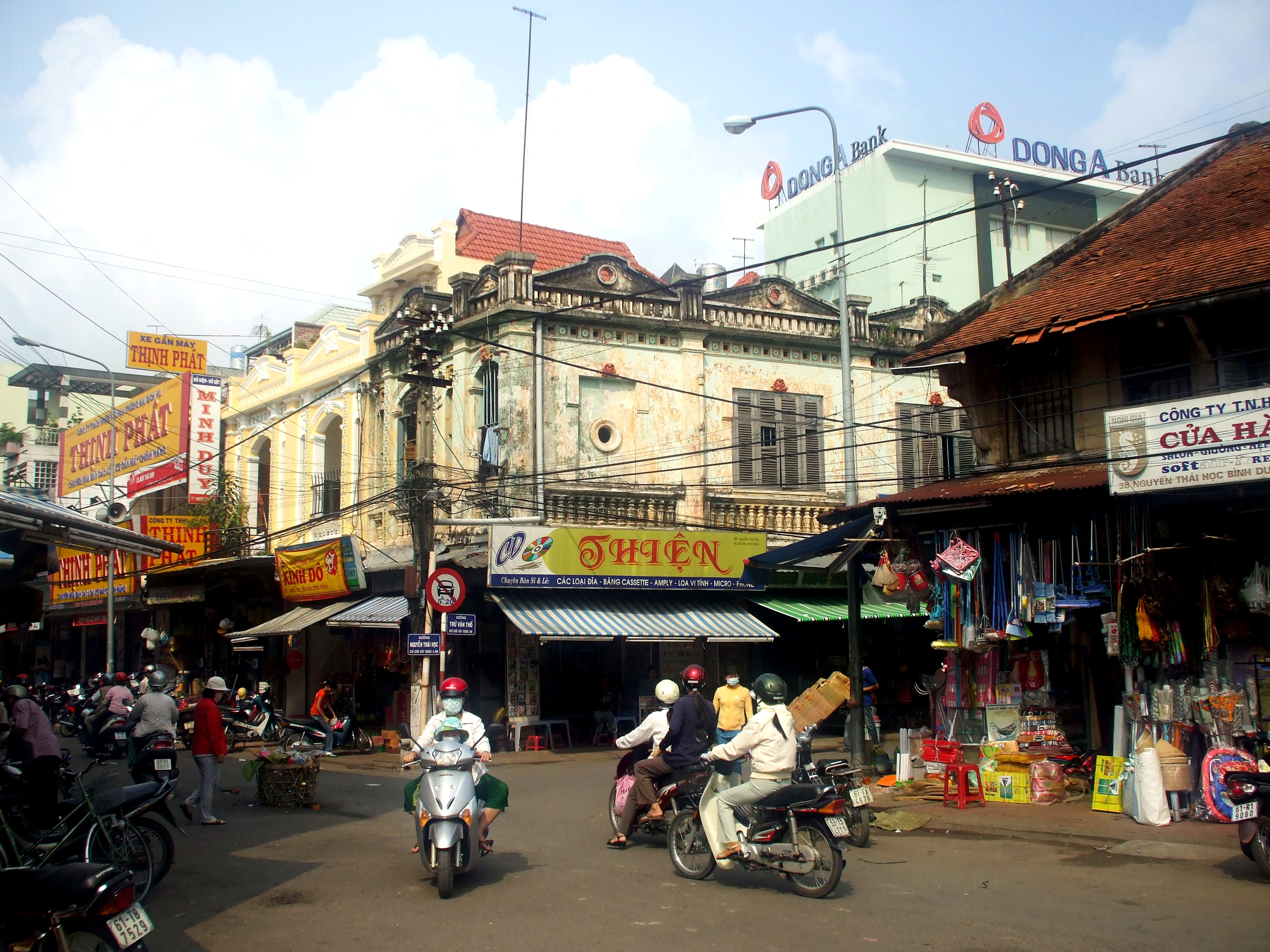
Một góc chợ Thủ Dầu Một.

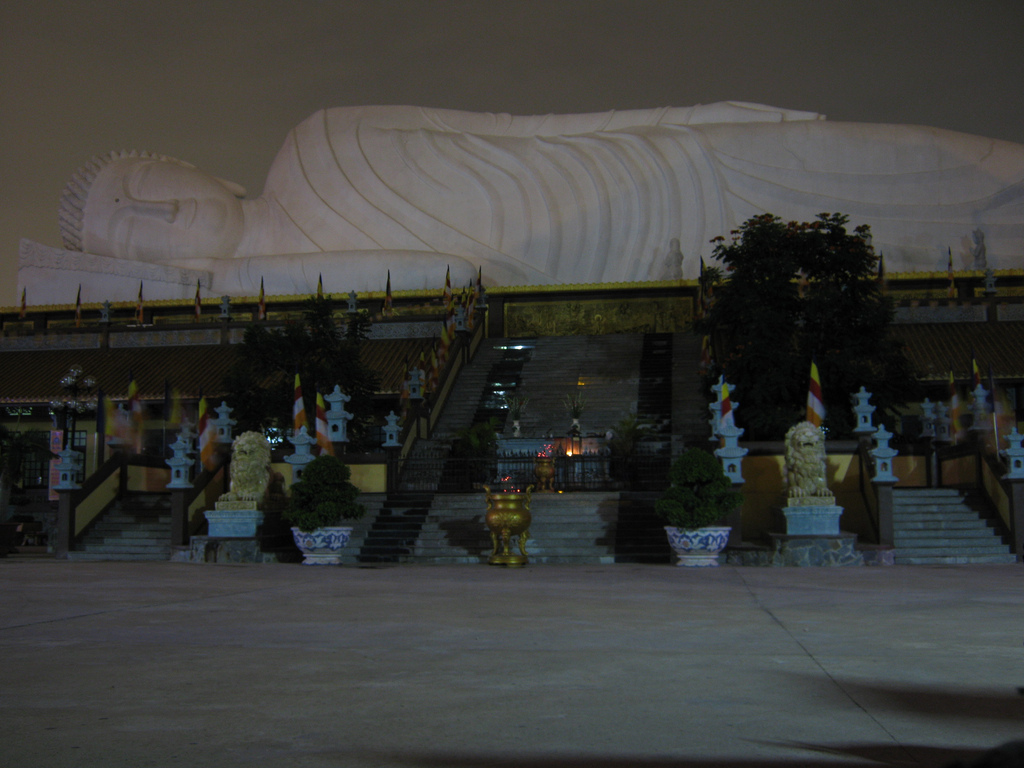
Phật đài về đêm.

## Hình ảnh

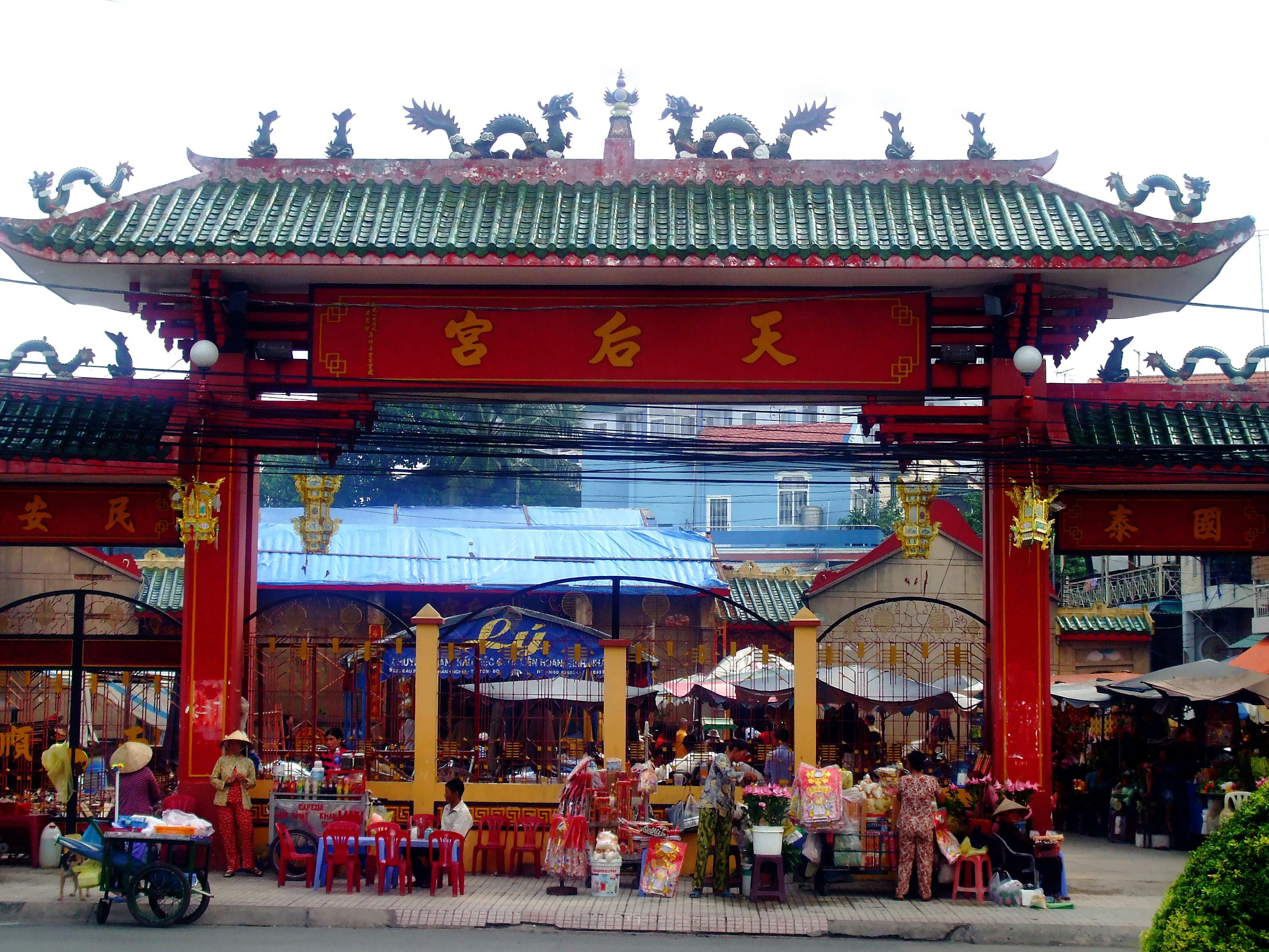
Chùa Bà
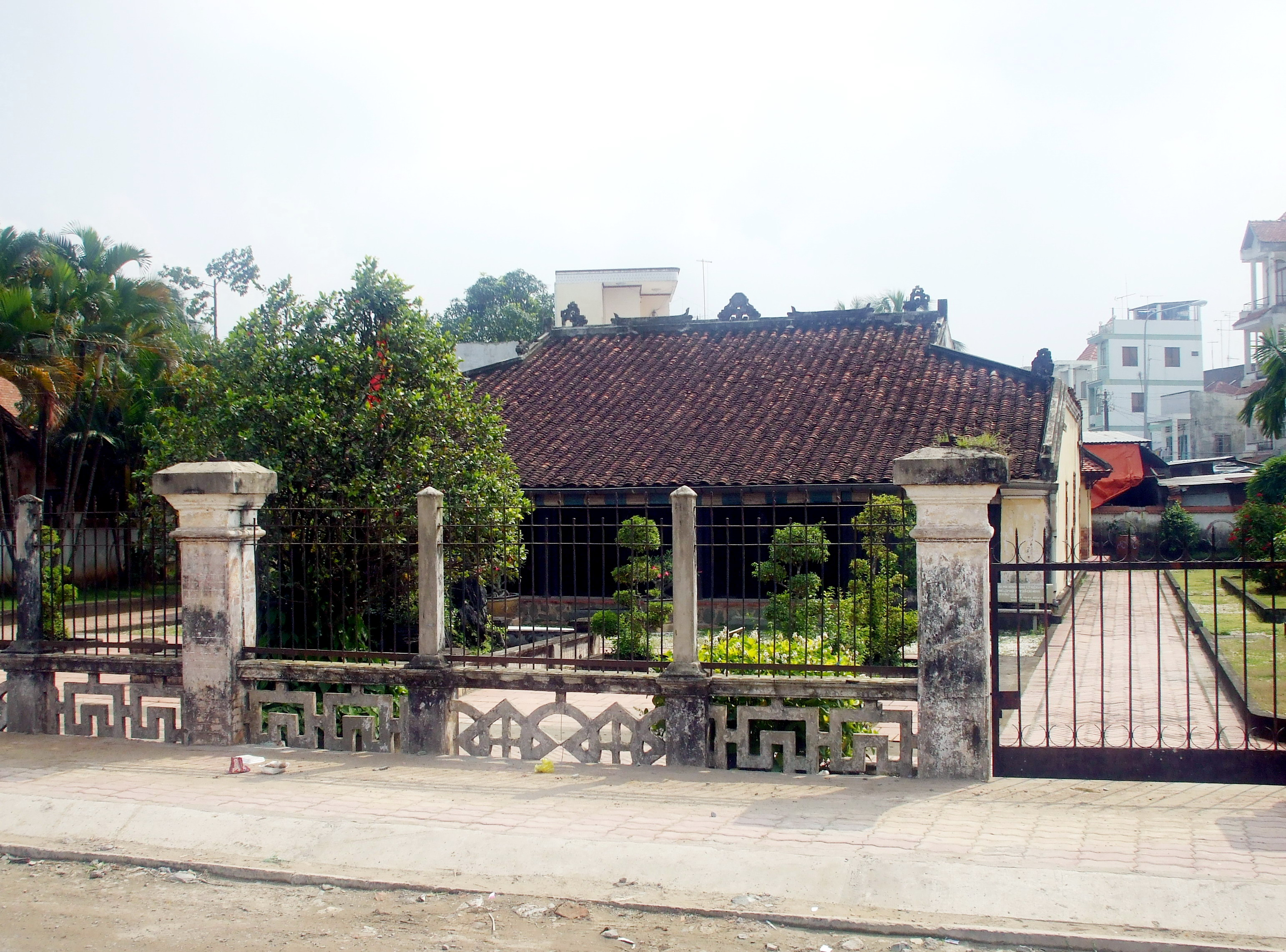
Nhà cổ Đốc Phủ Đẩu xây năm 1890
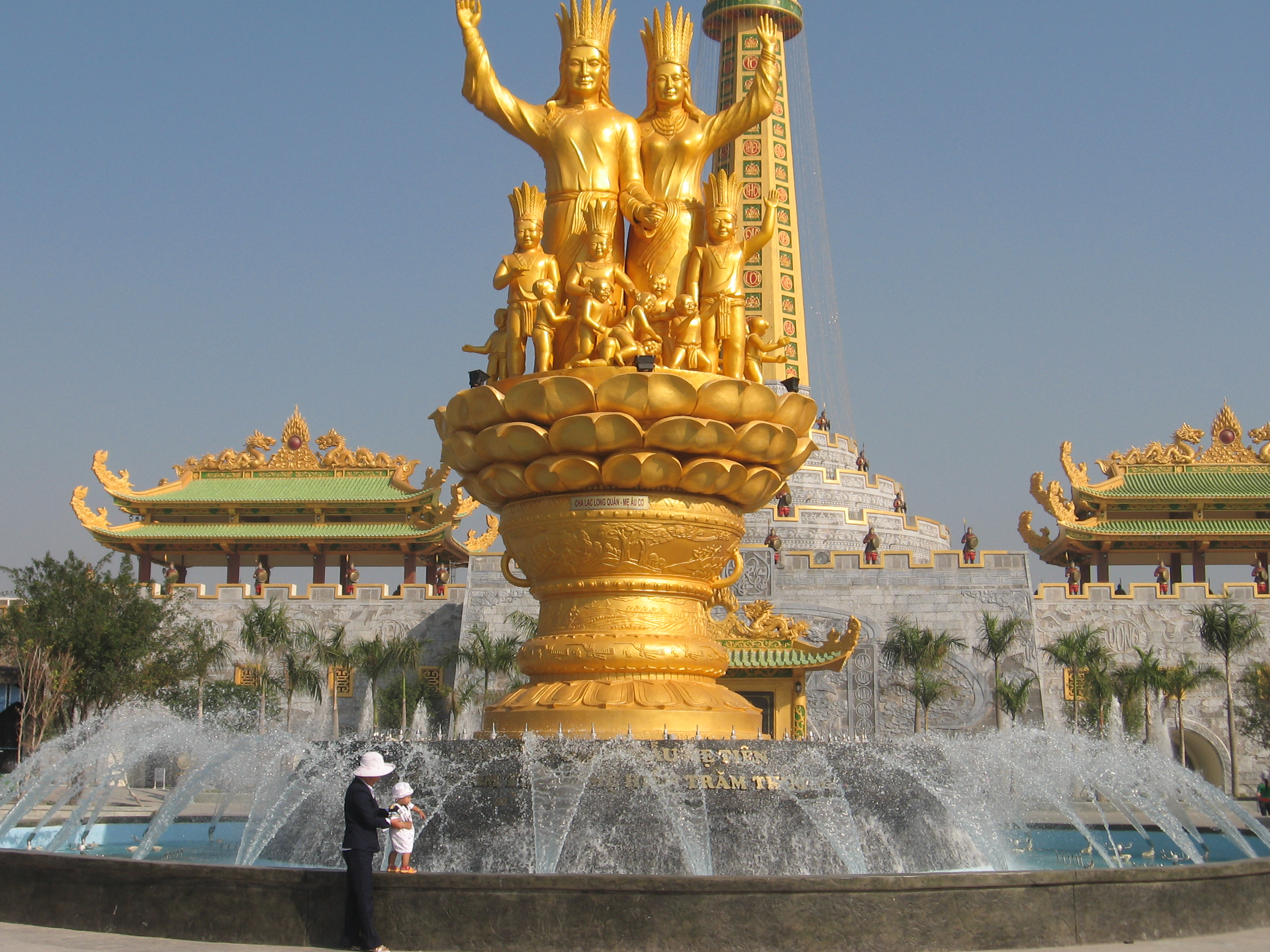
Lạc Cảnh Đại Nam Văn Hiến

## Hành chính
Thành phố Thủ Dầu Một có 14 phường trực thuộc: Chánh Mỹ, Chánh Nghĩa, Định Hòa, Hiệp An, Hiệp Thành, Hòa Phú, Phú Cường, Phú Hòa, Phú Lợi, Phú Mỹ, Phú Tân, Phú Thọ, Tân An, Tương Bình Hiệp.
Hiện nay, Thủ Dầu Một là 1 trong 7 thành phố thuộc tỉnh không có xã trực thuộc (cùng với Bắc Ninh, Dĩ An, Đông Hà, Sóc Trăng, Từ Sơn và Vĩnh Long).
| \| Phường (14) \| \| \| \| \| Chánh Mỹ \| 6,89 \| 12.163 \| 1.765 \| \| Chánh Nghĩa \| 4,76 \| 28.376 \| 5.961 \| \| Định Hòa \| 7,93 \| 17.466 \| 2.203 \| \| Hiệp An \| 6,81 \| 19.038 \| 2.796 \| \| Hòa Phú \| 28,49 \| 36.745 \| 1.290 \| \| Hiệp Thành \| 5,87 \| 34.143 \| 5.817 \| \| Phú Cường \| 2,45 \| 25.203 \| 10.287 \| \| Phú Lợi \| 7,13 \| 33.031 \| 4.633 \| \| Phú Hòa \| 6,57 \| 43.807 \| 6.668 \| \| Phú Mỹ \| 6,30 \| 24.360 \| 3.867 \| \| Phú Tân \| 15,38 \| 16.095 \| 1.046 \| \| Phú Thọ \| 4,90 \| 18.162 \| 3.707 \| \| Tân An \| 10,22 \| 16.833 \| 1.647 \| \| Tương Bình Hiệp \| 5,21 \| 16.188 \| 3.107 \| \| Nguồn: Dân số cấp xã thuộc thành phố Thủ Dầu Một, tỉnh Bình Dương năm 2021[7] \| \| \| \| |                 |                |                    |
| Tên | Diện tích (km²) | Dân số (người) | Mật độ (người/km²) |
| Phường (14) |                 |                |                    |
| Chánh Mỹ | 6,89            | 12.163         | 1.765              |
| Chánh Nghĩa | 4,76            | 28.376         | 5.961              |
| Định Hòa | 7,93            | 17.466         | 2.203              |
| Hiệp An | 6,81            | 19.038         | 2.796              |
| Hòa Phú | 28,49           | 36.745         | 1.290              |
| Hiệp Thành | 5,87            | 34.143         | 5.817              |
| Phú Cường | 2,45            | 25.203         | 10.287             |
| Phú Lợi | 7,13            | 33.031         | 4.633              |
| Phú Hòa | 6,57            | 43.807         | 6.668              |
| Phú Mỹ | 6,30            | 24.360         | 3.867              |
| Phú Tân | 15,38           | 16.095         | 1.046              |
| Phú Thọ | 4,90            | 18.162         | 3.707              |
| Tân An | 10,22           | 16.833         | 1.647              |
| Tương Bình Hiệp | 5,21            | 16.188         | 3.107              |
| Nguồn: Dân số cấp xã thuộc thành phố Thủ Dầu Một, tỉnh Bình Dương năm 2021 |                 |                |                    |

## Lịch sử